# Arhitectura neobarocă

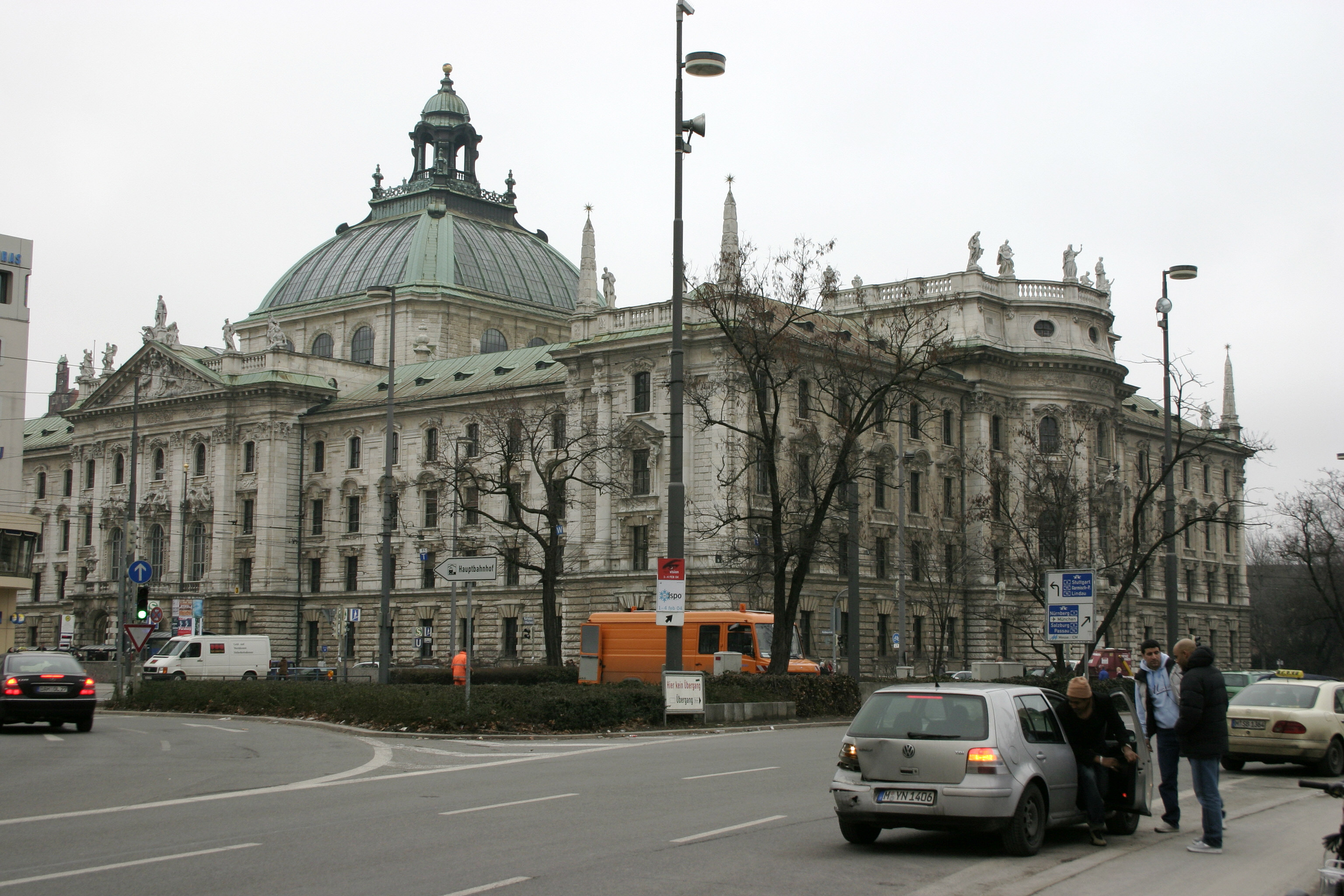
Palatul Justiției din München (Germania)

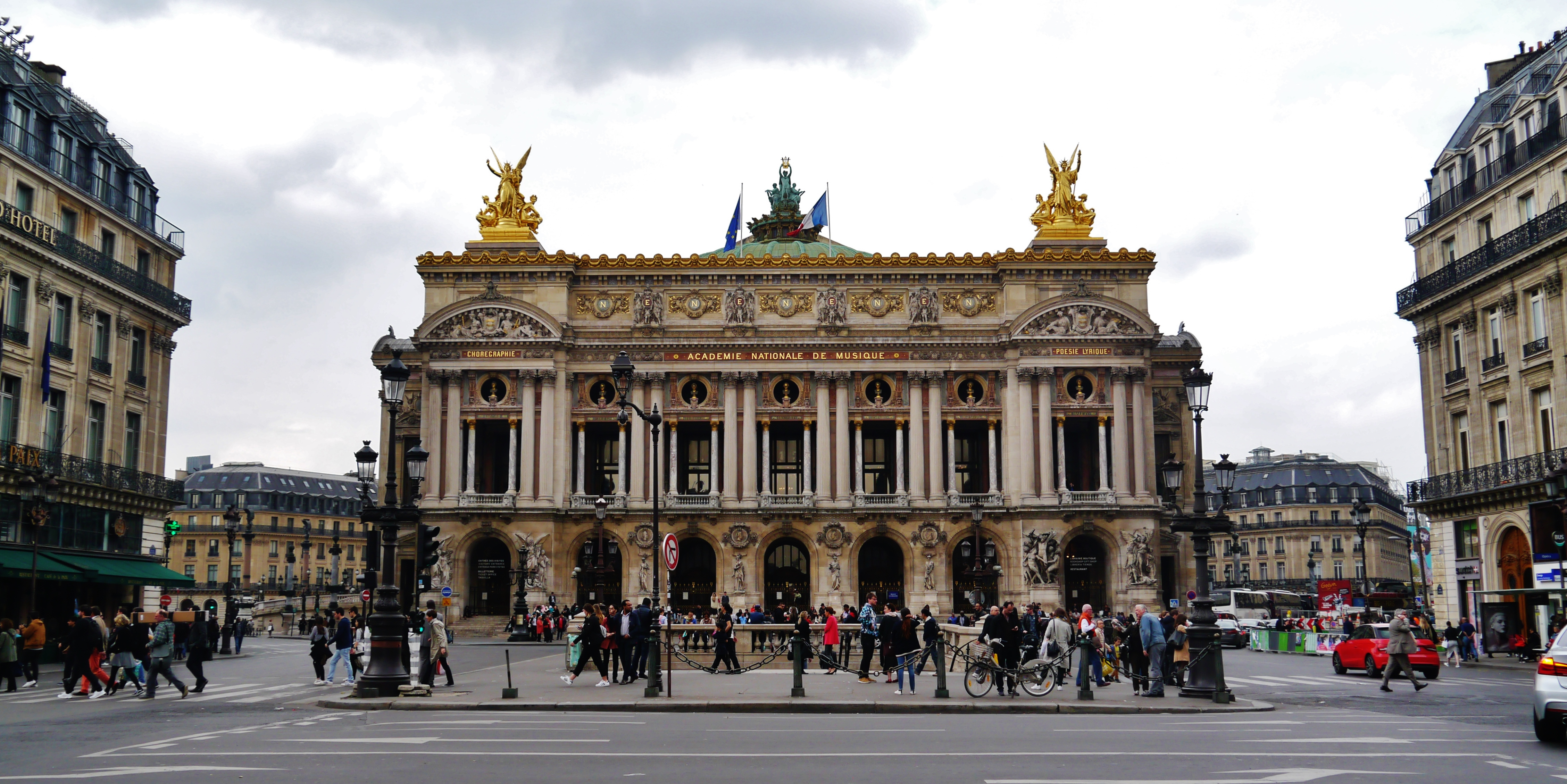
Opéra Garnier din Paris

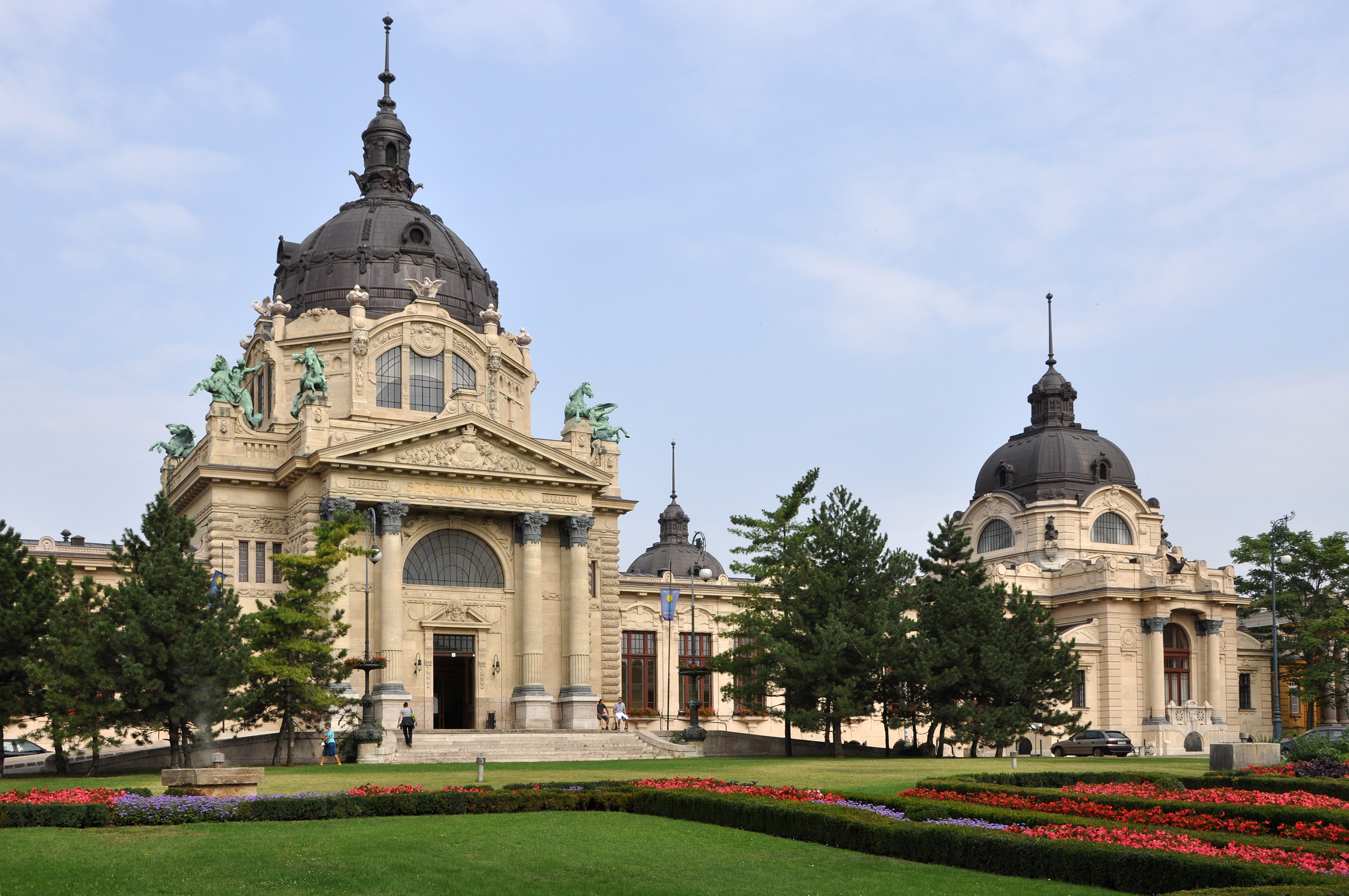
Baia termală Széchenyi din Budapesta (Ungaria)

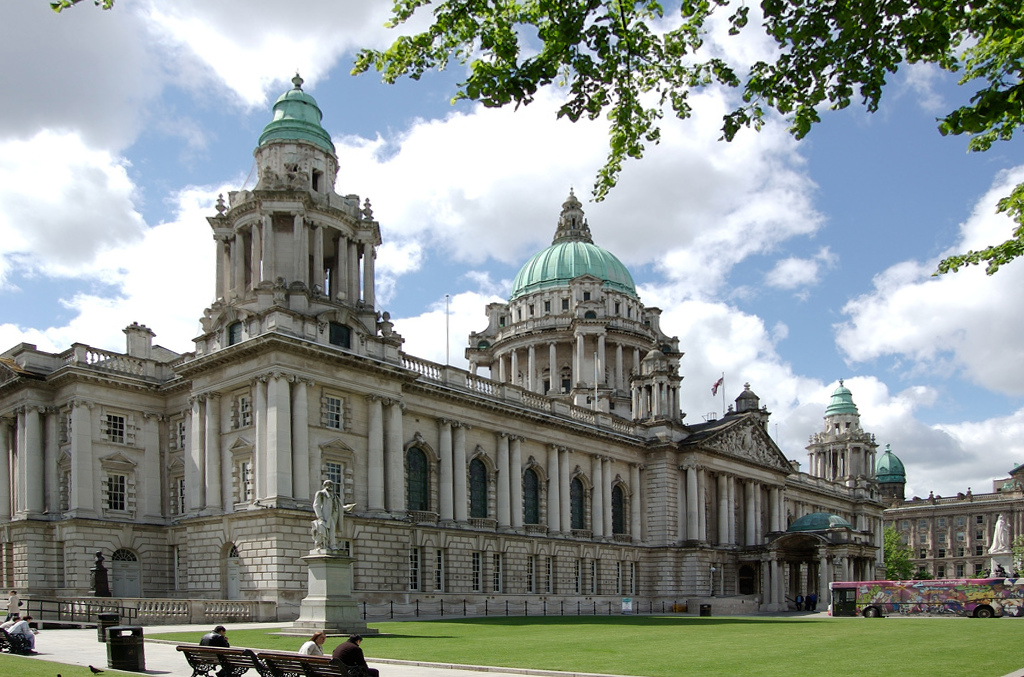
Primăria din Belfast (Irlanda de Nord), un exemplu de arhitectură barocă edwardiană

Neobaroc este un termenul care se referă la creațiile artistice cu elemente și un aspect baroc, dar nu aparțin temporal perioadei barocului (secolul al XVII-lea). Arhitectura neobarocă (sau Second Empire în Franța și Wilhelminism în Germania), e un stil arhitectural al secolului al XIX-lea târziu. Elementele tradiției arhitecturale baroce au fost o parte esențială a curriculumului de la École des Beaux-Arts din Paris, școala preeminentă de arhitectură din a doua jumătate a secolului al XIX-lea și sunt parte integrantă a arhitecturii Beaux-Arts pe care a generat-o.

## Exemple notabile
- Palatul Akasaka (1899–1909), din Tokyo (Japonia)
- Palatul Alferaki (1848), din Taganrog (Rusia)
- Palatul Beloselsky-Belozersky (1747), din Sankt Petersburg (Rusia)
- Memorialul Ashton (1907–1909), din Lancaster (Anglia)
- Primăria din Belfast (1898–1906), din Belfast (Irlanda de Nord)
- Muzeul Bode (1904), din Berlin (Germania)
- Semperoper (1878), din Dresda (Germania)
- Burgtheater (1888), din Viena (Austria)
- Volkstheater (1889), din Viena
- Primăria din Cardiff (1897-1906), din Cardiff (Țara Galilor)
- Palatul Christiansborg (1907–1928), din Copenhaga (Danemarca)
- Teatrul Național din Cluj-Napoca (1904–1906), din Cluj-Napoca (România)
- Moscheea Ortaköy (1854–1856), din Istanbul (Turcia)
- Palatul Dolmabahçe (1843–1856), din Istanbul
- Teatrul Național din Oslo (1899), din Oslo (Norvegia)
- Opéra Garnier (cunoscută și ca Palais Garnier) (1861–1875), din Paris
- Conacul Rosecliff (1898–1902), din Newport (Rhode Island, SUA)
- Muzeul Regal pentru Africa Centrală (1905–1909), din Tervuren (Belgia)
- Universitatea din Sofia (1924–1934), din Sofia (Bulgaria)
- Galeria Națională de Artă a Bulgariei (fostul palat regal), din Sofia
- Galeria Națională de Artă Zachęta (1898–1900), din Varșovia (Polonia)
- Catedrala din Salta (1882), din Salta (Argentina)
- Baia termală Széchenyi (1913), din Budapesta (Ungaria)
- Palatul Wenckheim (1886–1889), din Budapesta
- Palatul Stefánia (1893–1895), din Budapesta
- Muzeul de Artă din Craiova (1900-1907)
- Gran Teatro de La Habana (1908–1915), din Havana (Cuba)
- Casa Oromolu (începutul secolului XX), din București

Există numeroase clădiri postmoderne construite într-un stil care s-ar putea numi „baroc” sau „neobaroc”, așa cum a fost caracterizată The Dancing House din Praga a arhitecților Vlado Milunić (ceh) și Frank Gehry (canadiano-american), care au descris-o ei înșiși ca fiind de factură a unui „nou baroc”. 

## Arhitecți neobaroci
- Ferdinand Fellner junior (1847–1917) și Hermann Helmer (1849–1919)
- Arthur Meinig (1853–1904)
- Sir Edwin Lutyens (1869–1944)
- Membrii familiei armenești Balyan (secolul al XIX-lea)
- Charles Garnier (1825–1898)

## Galerie

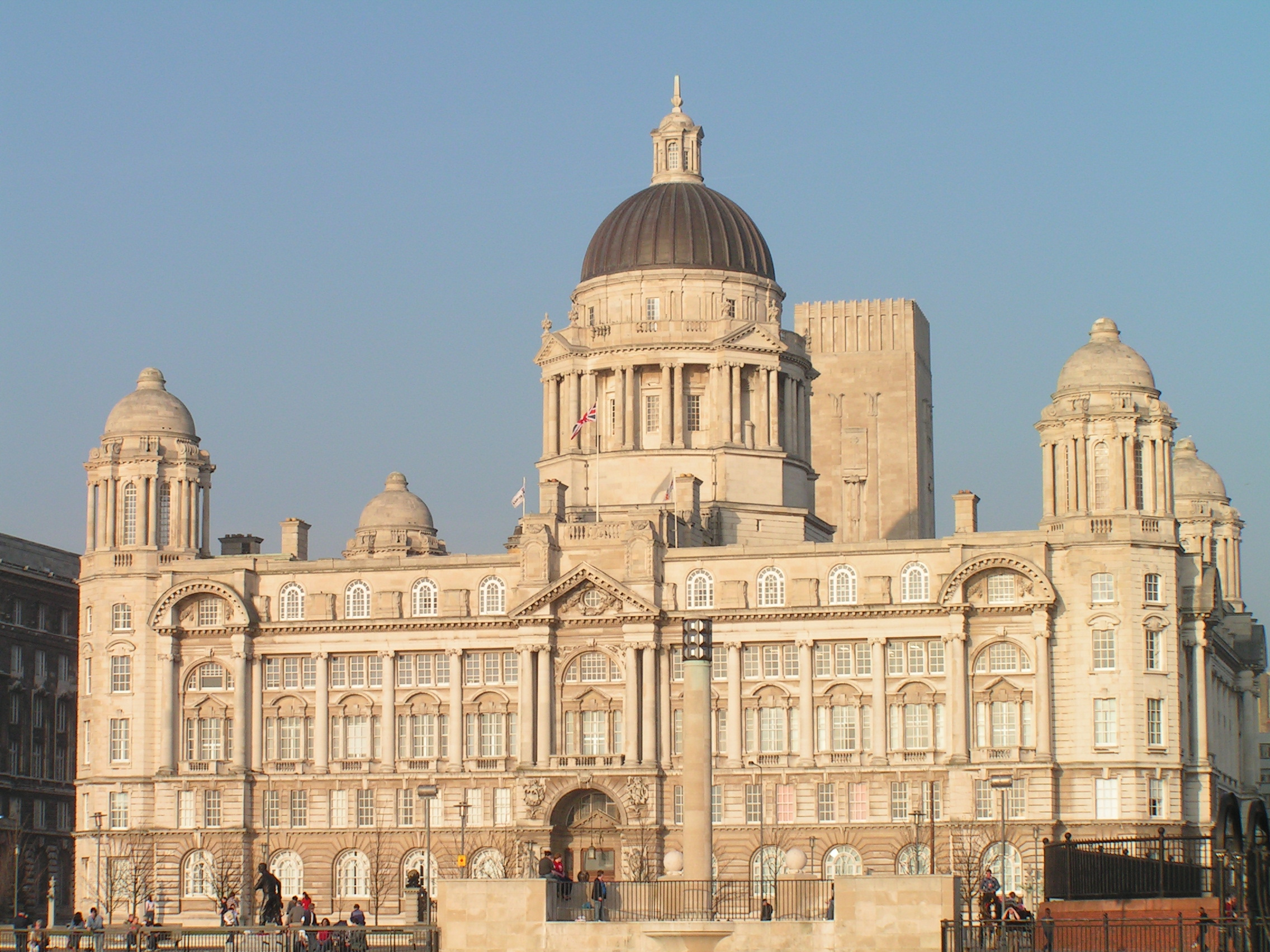
Port of Liverpool Building din Liverpool (Anglia), 1903-1907
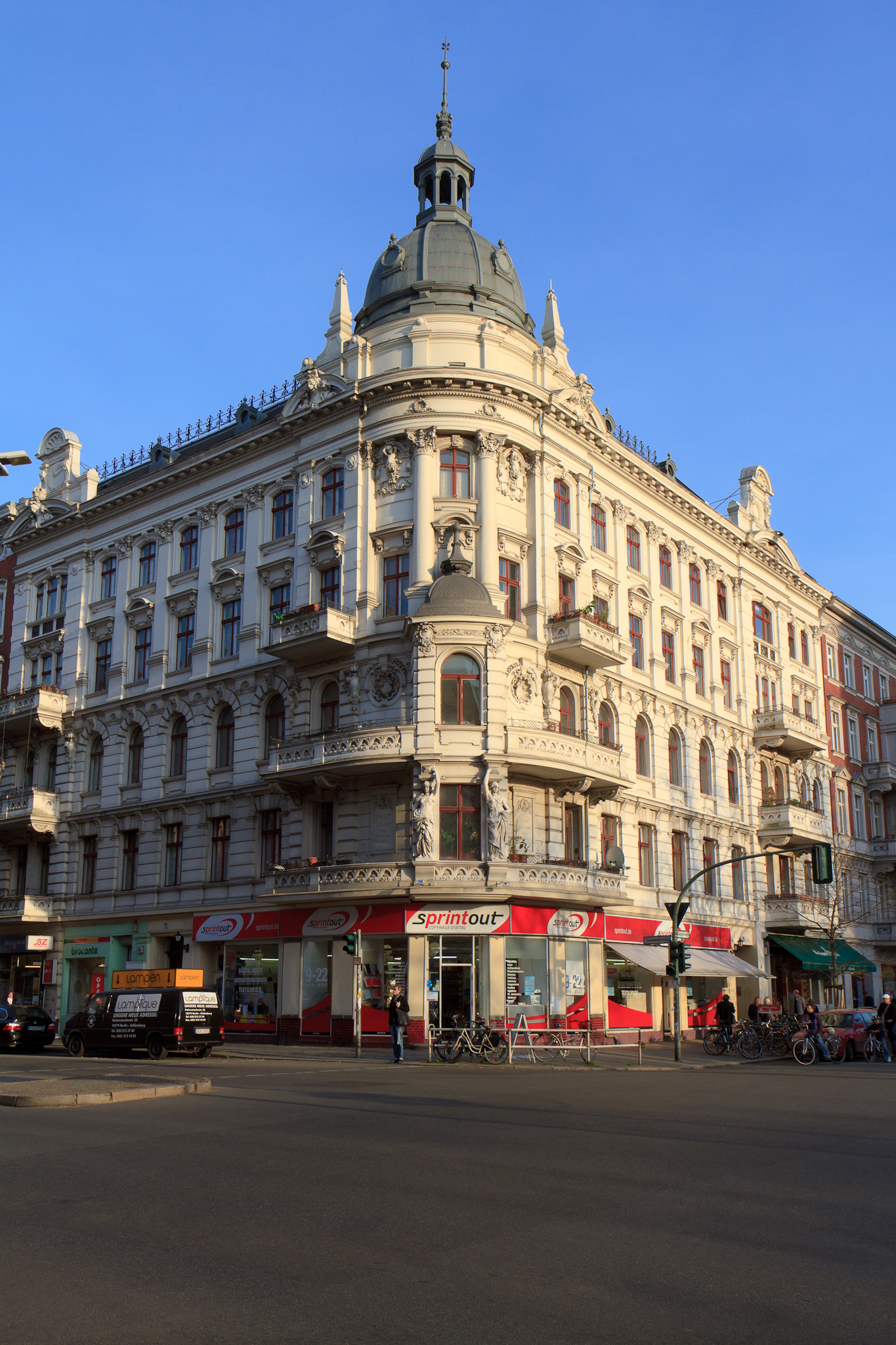
Bloc în Berlin (Germania), 1889-1892
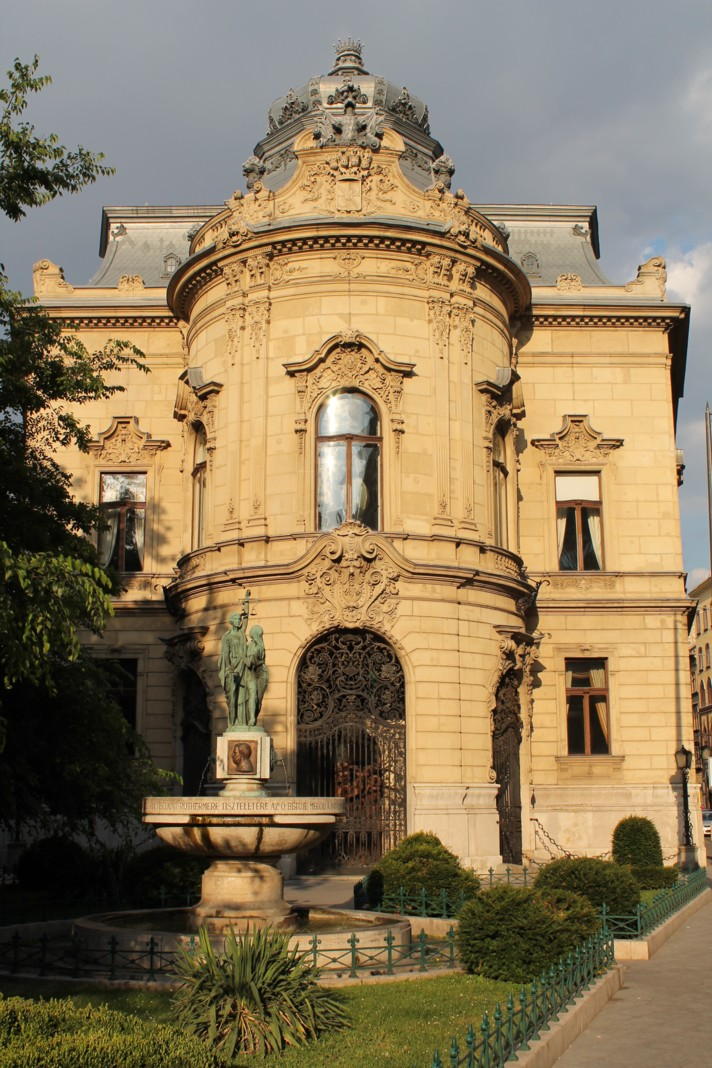
Palatul Wenckheim din Budapesta (Ungaria), 1886–1889
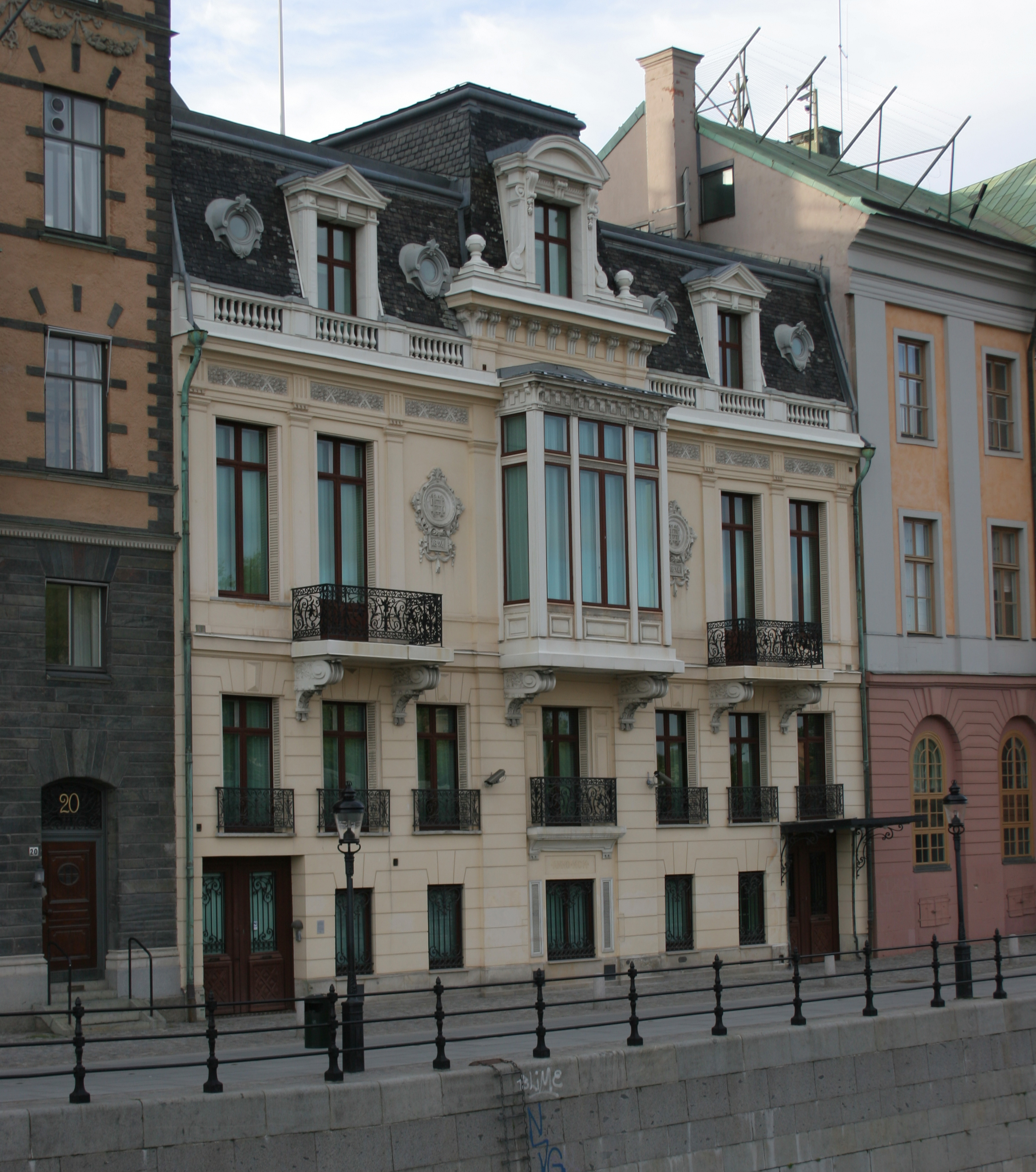
Casa Sager în Stockholm (Suedia), 1893
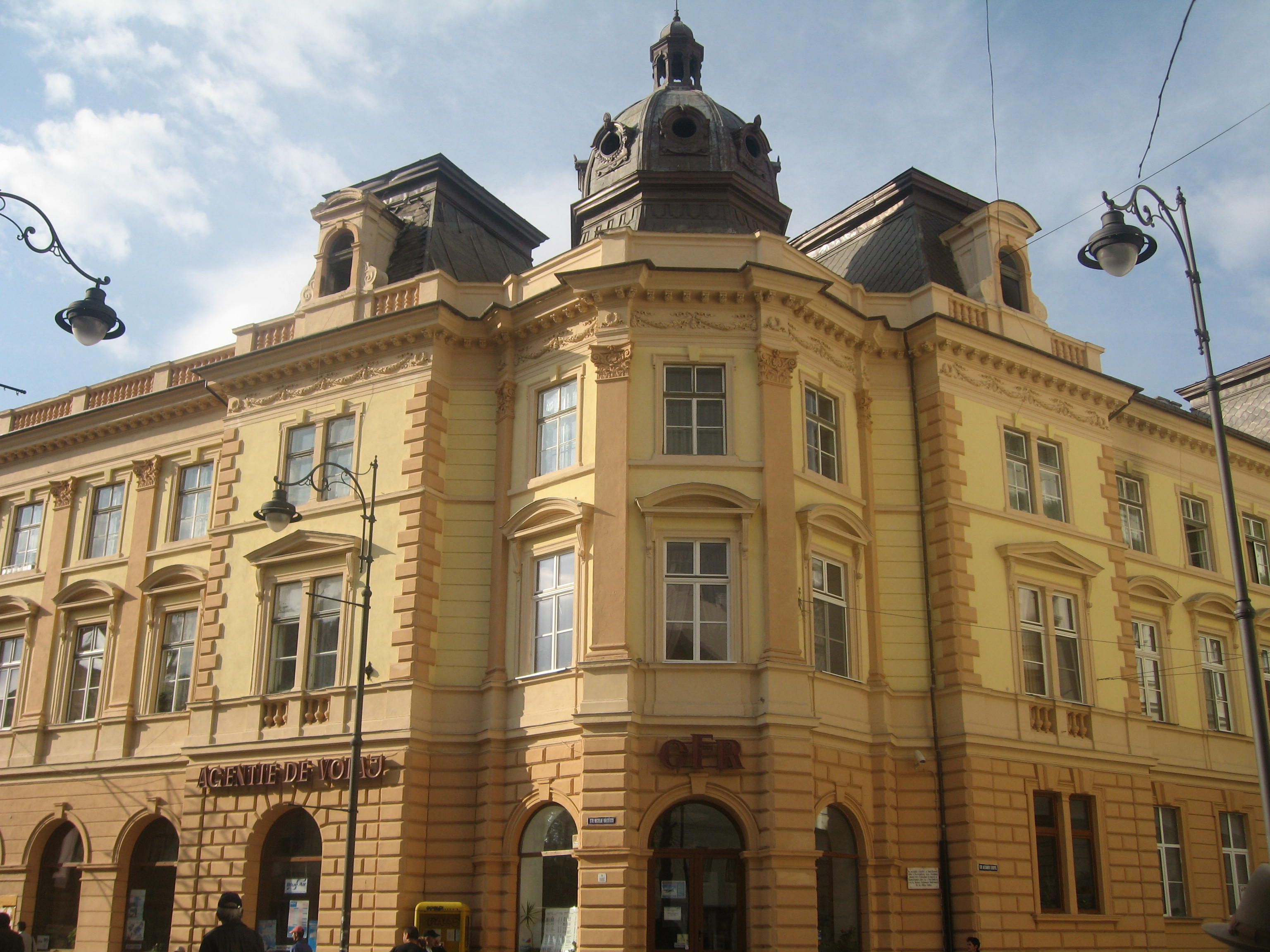
Clădire din Sibiu (Transilvania, România)
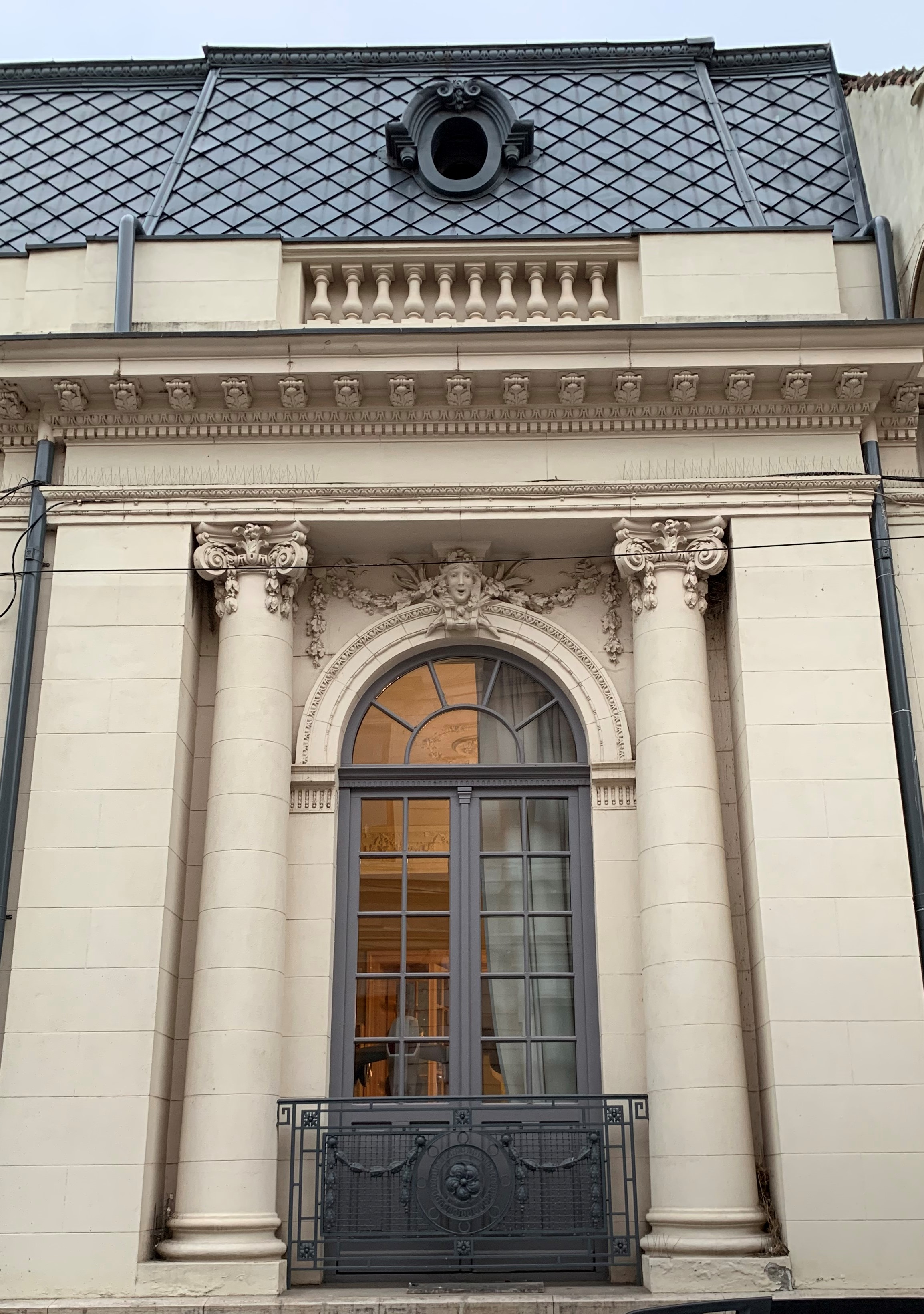
Fereastra unei case mici și foarte frumoase în București, aproape de Piața Romană
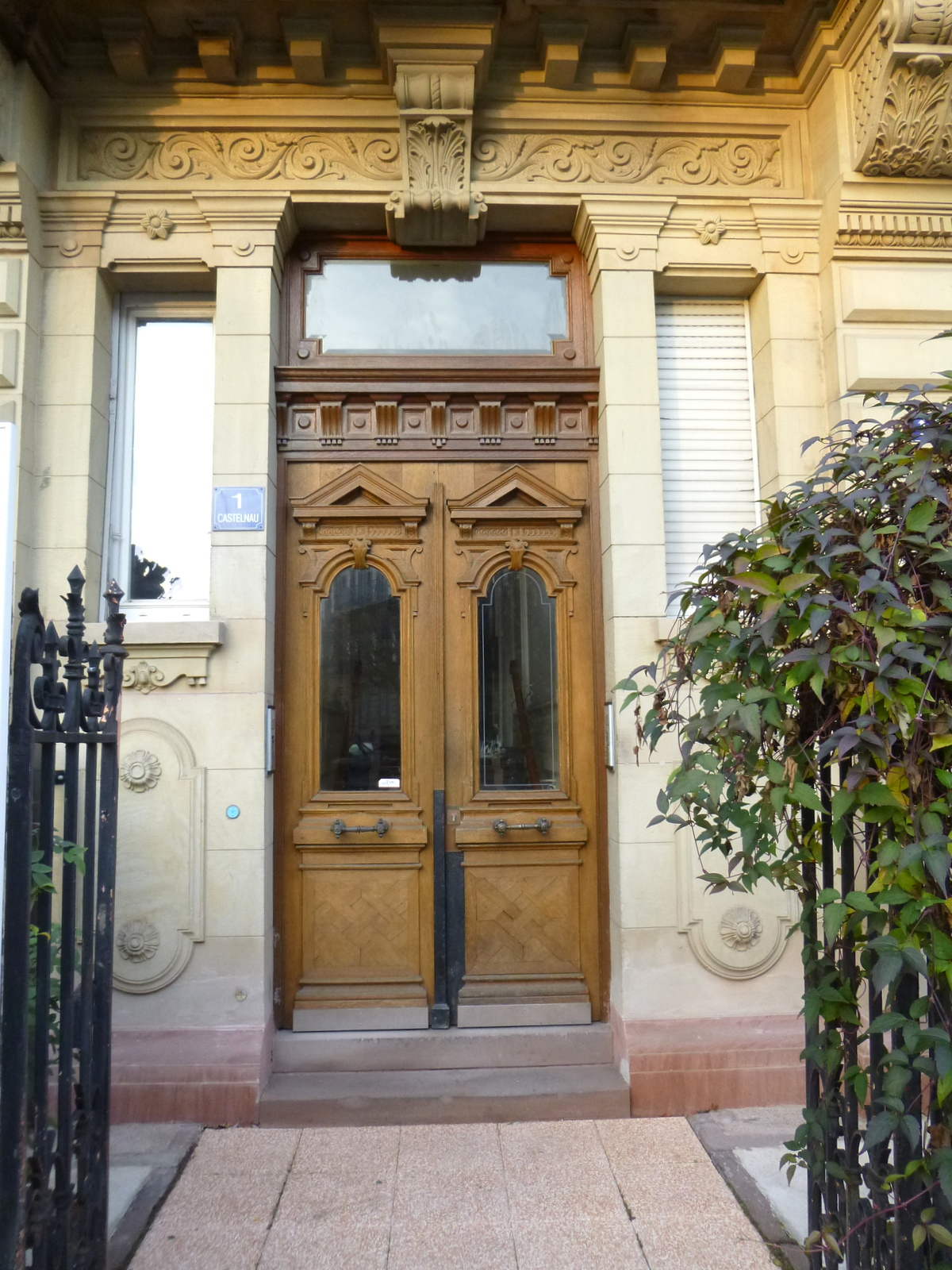
Ușă de lemn cu frontoane, a unei case din 1896, în Strasbourg (Franța). Chiar dacă e neobarocă, are multe elemente neoclasice
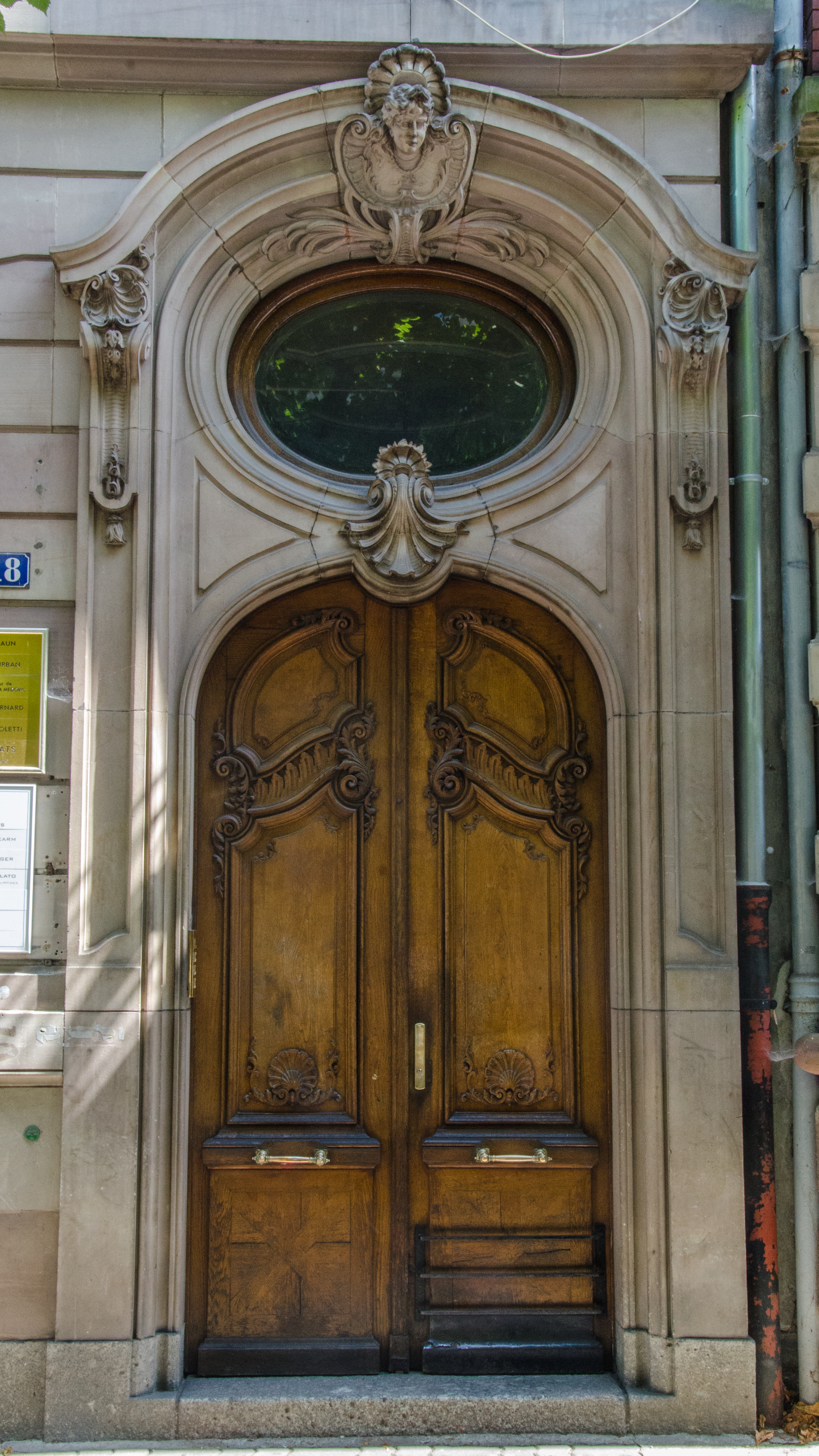
Ușă de lemn cu o fereastră rotundă deasupra ei, în Strasbourg
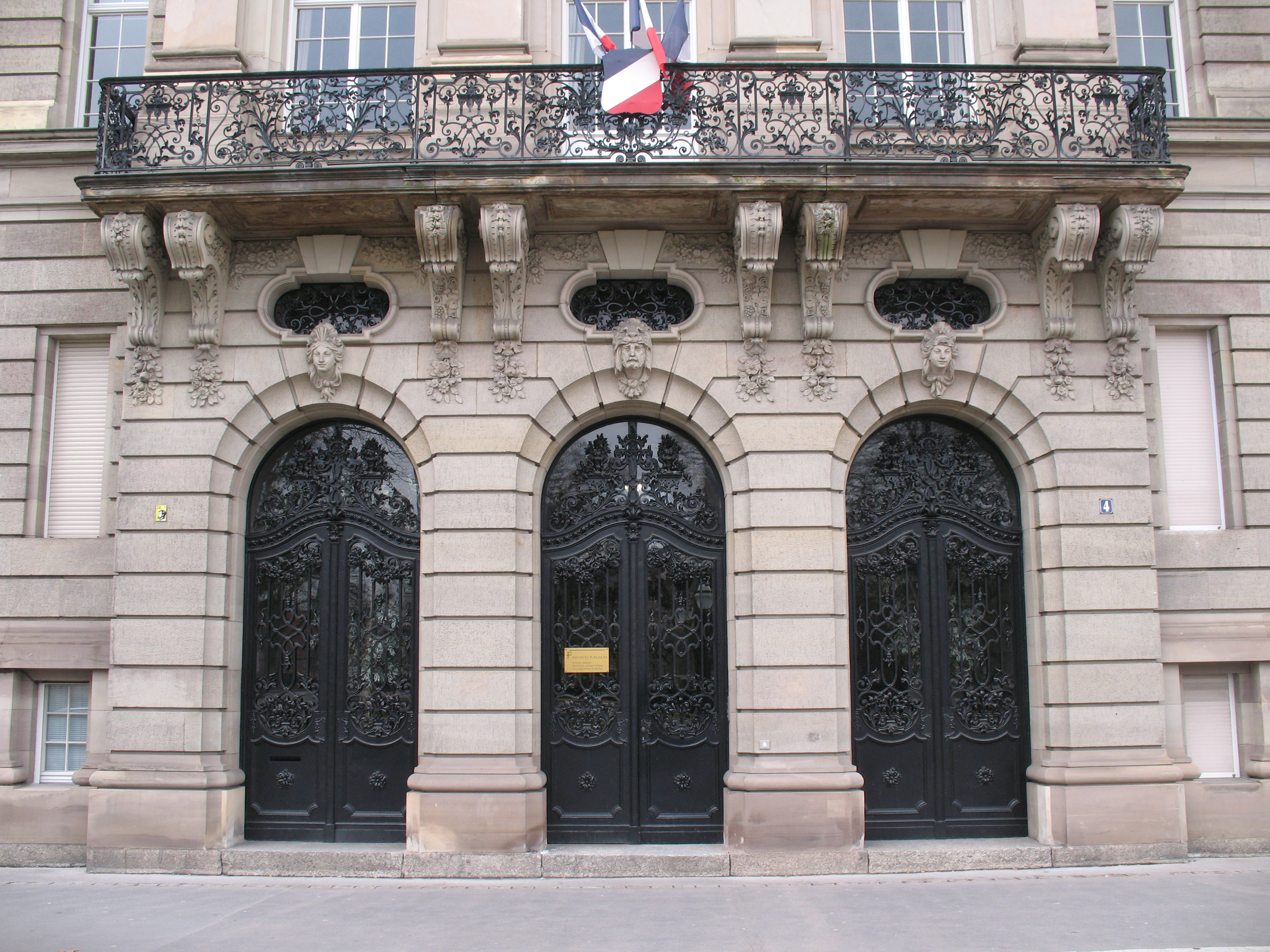
Intrările Direction régionale des Impôts de Strasbourg, fiecare ușă având un mascaron
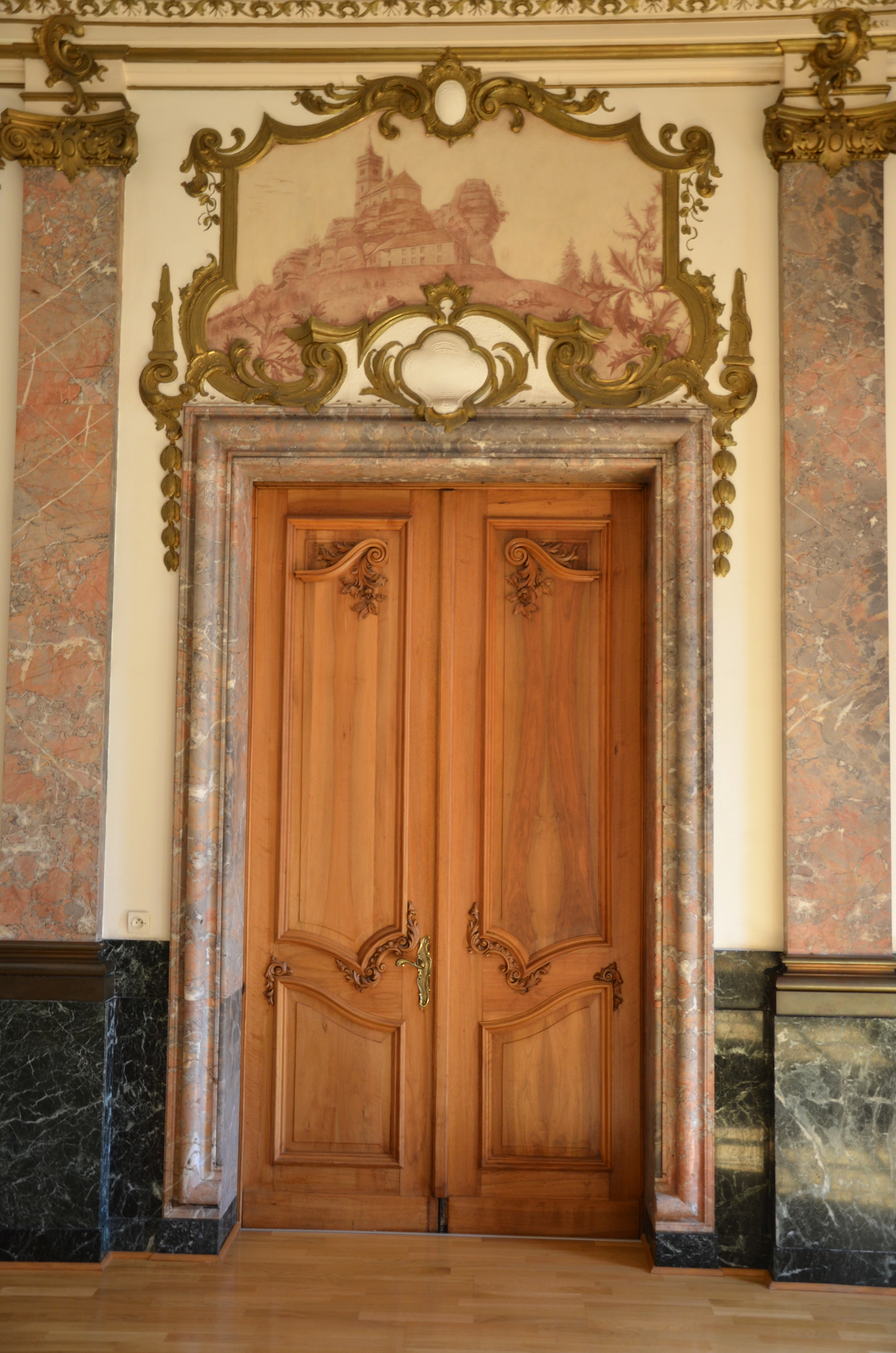
Ușă dublă în Direction régionale des Impôts de Strasbourg